# 贝尔托波利斯
贝尔托波利斯是巴西米纳斯吉拉斯州的一个市镇。总面积425.575平方公里，总人口4588人，人口密度10.8人/平方公里。